# سد کیمبی
سد کیمبی (به لاتین: Kiymbi Dam) یک سد در جمهوری دموکراتیک کنگو است که در سود کیوو واقع شده‌است.